# 矢野裕児
矢野 裕児（やの ゆうじ、1957年 - ）は、日本の経済学者。流通経済大学流通情報学部教授。同学部長。日本物流学会会長。日本海運経済学会評議員。専攻は都市計画、物流・流通システム、災害時ロジスティクス。

## 人物
父は、流通経済大学経済学部で教授を務めた理論経済学者の矢野勇。東日本大震災に端を発する、物流の機能不全から来る物資不足に注目し、「災害時ロジスティクス」の重要性を主張している。

## 経歴
- 芝高等学校卒業[5]
- 1980年 - 横浜国立大学工学部建築学科卒業
- 1982年 - 横浜国立大学大学院工学研究科修士課程修了
- 1982年 - 株式会社日通総合研究所入社、後に富士総合研究所へ移籍。
- 1989年 - 日本大学大学院理工学研究科博士課程修了、工学博士
- 1996年 - 流通経済大学流通情報学部助教授
- 2002年 - 流通経済大学流通情報学部教授
- 2011年 - 流通経済大学大学院物流情報学研究科研究科長
- 2021年 - 流通経済大学流通情報学部学部長及び物流科学研究所所長[6]

## 著書（学術書）
【共著】
- 『現代企業のロジスティクス』（2003年・中央経済社、ISBN 978-4502368004）
- 『現代ロジスティクス論-基礎理論から経営課題まで-』（2009年・中央経済社、ISBN 978-4502668401)
- 『物流論（ベーシック＋）』（2015年・中央経済社、ISBN 978-4502137112)
- 『物流論（ベーシック＋）(第2版)』（2020年・中央経済社、ISBN 978-4502332814)

ほか

## 論文（共著含む）
- 『ロジスティクスと環境問題―ロジスティクスにおける環境問題への取り組みの考え方―』(「HMジャーナル」,2007年・日本マテリアルハンドリング協会)
- 『ロジスティクスの視点からみた広域連携の可能性』(「JOYO ARC」42巻 490号,P6-11,2010年・財団法人常陽地域研究センター,NAID 40017263222)
- 『地方自治体の視点からみた鉄道貨物輸送』(「日本物流学会誌」18号,P65-72,2010年・日本物流学会,NAID 40017206083)
- 『市民を兵糧攻めから守る災害のロジスティクス』(「都市計画」60巻 3号,2011年・日本都市計画学会,NAID 10029078346)
- 『小売業の構造変化と地域において果たす役割』(「人口減少下の制度改革と地域政策」,2011年・中央大学経済研究所)
- 『3.11。変わる食品産業・災害有事の食品供給態勢は大丈夫か』(「AFCフォーラム」,2011年・日本政策金融公庫)
- 『流通業が生活インフラとして果たす役割』(「流通情報」,2011年・財団法人流通経済研究所)
- 『緊急救援物資の調達、供給ルート別にみた需給バランスに関する研究』(「日本物流学会誌」2012年 20号,P293-300,日本物流学会,NAID 40019396620)
- 『震災からの物流再生』(「運輸と経済」2012年 72巻 3号,P4-14,運輸調査局,NAID 40019227264)
- 『オムニチャネルとロジスティクス : ネット販売と店舗販売の融合を支えるロジスティクス基盤』(「倉庫」2014年 2号,P13-22,日本倉庫協会,NAID 40020311429)
- 『IoTがもたらすロジスティクス変革』(「Nextcom」2016年 27号,P14-21,KDDI総研,NAID 40020953190)
- 『IoT、第4次産業革命の進展とこれからの物流』(「倉庫」2017年 1号,P35-46,日本倉庫協会,NAID 40021257608)
- 『2020年代の物流・ロジスティクス改革』(「流通情報」2020年 51巻 6号 P16-24,流通経済研究所,NAID 40022181392)
- 『災害発生時の食品サプライチェーンの強靱化に向けて』(「明日の食品産業」2020年 5号 P13-18,食品産業センター,NAID 40022247188)
- 『物流「標準化」の意義と課題』(「運輸と経済」 2021年 81巻 10号 P13-18,交通経済研究所,NAID 40022724836)

他多数

## 講演・テレビ出演等
- 『企業におけるグリーン物流の取組み』(「GHGソリューションズ勉強会」,2006年・みずほ情報総研)
- 『医薬品・医療材料のロジスティクス』(「病院における物流サービスの将来」,2009年・東京大学)
- 『あなたの知らない物の運び方！』(「世界一受けたい授業」,2010年・日本テレビ放送網)
- 『物流の環境変化と効率化への取り組み』(「安全輸送と物流効率化のための環境整備セミナー」,2011年・日通総合研究所)
- 『特集「東日本大震災」』(「あさイチ」,2011年・NHK)
- 『環境問題とロジスティクス』(「生産革新フォーラム2010」,2010年・日刊工業新聞社)
- 『物流の視点から見た震災対応』(2011年・日本物流不動産評価機構推進協議会)
- 『流通業が生活インフラとして果たす役割と今後の方向性』(「通販カンファレンス2011」(2011年・日本通販協会))
- 『日本の新しい物流拠点を目指して』(「ぐんま物流シンポジウム」2011年・群馬県)

など

## 公的な職務（過去のものを含む）
- 『関東地域における共同物流システムのインフラ整備に関する調査研究委員会』委員長(2005年・経済産業省関東経済産業局)
- 『東京都大規模小売店舗立地審議会』会長(2007年・東京都)
- 『電気制御機器の梱包材排出量削減方策に関する調査研究委員会』委員長 (2009年・財団法人機械システム振興協会)
- 『東日本大震災における災害応急対策に関する検討会』特別委員(2011年・内閣府)
- 『緊急物資輸送体系についての検討委員会』委員長(2011年・国土交通省関東運輸局)
- 『支援物資物流システムの基本的な考え方に関するアドバイザリー会議』委員(2011年・国土交通省)
- 『パレット輸送効率化検討会』委員(2011年・国土交通省)
- 『輸出入コンテナ貨物における鉄道輸送促進に関する調査会』座長(2014年・国土交通省)
- 『荷主と物流事業者が連携した BCP 策定促進に関する検討会』座長(2015年・国土交通省)
- 『共同物流等の促進に向けた研究会』座長(2019年・国土交通省)
- 『2020年代の総合物流施策大綱に関する検討会』座長代理(2020年・国土交通省)
- 『紙加工品（衛生用品分野）物流研究会』座長(2021年・国土交通省)
- 『今後の鉄道物流のあり方に関する検討会』委員(2022年・国土交通省)
- 『茨城県総合計画審議会』専門委員(2012年・茨城県)

他多数